# گمینا خژنه
گمینا خژنه (به لهستانی:  Gmina Hyżne) یک گمینا در لهستان است که در شهرستان ژشوف واقع شده‌است. گمینا خژنه ۵۰٫۹۸ کیلومتر مربع مساحت و ۶٬۸۱۱ نفر جمعیت دارد.